# Estrennes
Estrennes település Franciaországban, Vosges megyében. Lakosainak száma 106 fő (2022. január 1.). Estrennes Offroicourt, Remicourt, Remoncourt, Viviers-lès-Offroicourt, Domèvre-sous-Montfort és Domjulien községekkel határos.

## Népesség
A település népességének változása:
| Lakosok száma | 93   | 92   | 89   | 92   | 94   | 97   | 102  | 106  |
|               | 2013 | 2015 | 2017 | 2018 | 2019 | 2020 | 2021 | 2022 |